# Korzíni Szent András
Korzíni Szent András (olaszul: Andrea Corsini), (Firenze, 1301. november 30. – Fiesole, 1374. január 6.) szentként tisztelt középkori olasz szerzetes, püspök.
Firenzében született híres családban. Bár gondos nevelésben részesült, fiatalon mégis kicsapongó életmódot kezdett folytatni, Jámbor édesanyja sokat sírt és imádkozott fia érdekében. Egy ízben így szólt hozzá: „Amikor én téged szívem alatt hordoztalak, azt álmodtam egykor, hogy farkassal vagyok viselős; de amely szemeim láttára templomba ment, és azontúl báránnyá lett.” Édesanyja szavára András megilletődött, és egyből a karmeliták templomába ment, és eldöntötte, hogy szerzetes lesz. 1319-ben le is tette a szerzetesi fogadalmat. Élete teljesen megváltozott, hamarosan legkedvesebb elfoglaltsága az imádság, az alázatosság, és az engedelmesség gyakorlása lett. Később, miután tudományos képzettségre is szert tett, 1328-ban pappá szentelték. Prédikációi nagy hatással voltak környezetére. Egy idő után a Fiesolei egyházmegye püspökévé nevezték ki. András nem akarta elfogadni a tisztséget, és elrejtőzött, de a legenda szerint egy csecsemő elárulta a rejtekhelyét. András tehát végül mégis a püspökség élére kényszerült. Erénygyakorlataival ott sem hagyott fel, és titokban személyesen ápolta a környék szegényeit, csütörtöki napokon pedig maga mosta meg több koldus lábát. Azt ugyanakkor feljegyezték róla, hogy a hízelkedést és az árulkodás módfelett nem kedvelte. 1373-ban hunyt el. VIII. Orbán pápa avatta szentté. Ünnepnapja február 4.